# Dan revolucije (Meksiko)
Dan revolucije (španj. Día de la Revolución), meksički državni praznik koji se slavi 20. studenog u spomen na početak Meksičke revolucije, kojom je svrgnuta diktatorska vladavina Porfiria Díaza i uspostavljena demokracija.
Praznik se tradicionalno obilježava velikom paradom u glavnom gradu Ciudad de Mexicu.
Prema Danu Revolucije nazvan je i bejzbolski stadion Estadio De Béisbol Veinte de Noviembre u gradu San Luis Potosí u istoimenoj saveznoj državi.